# Мроткино

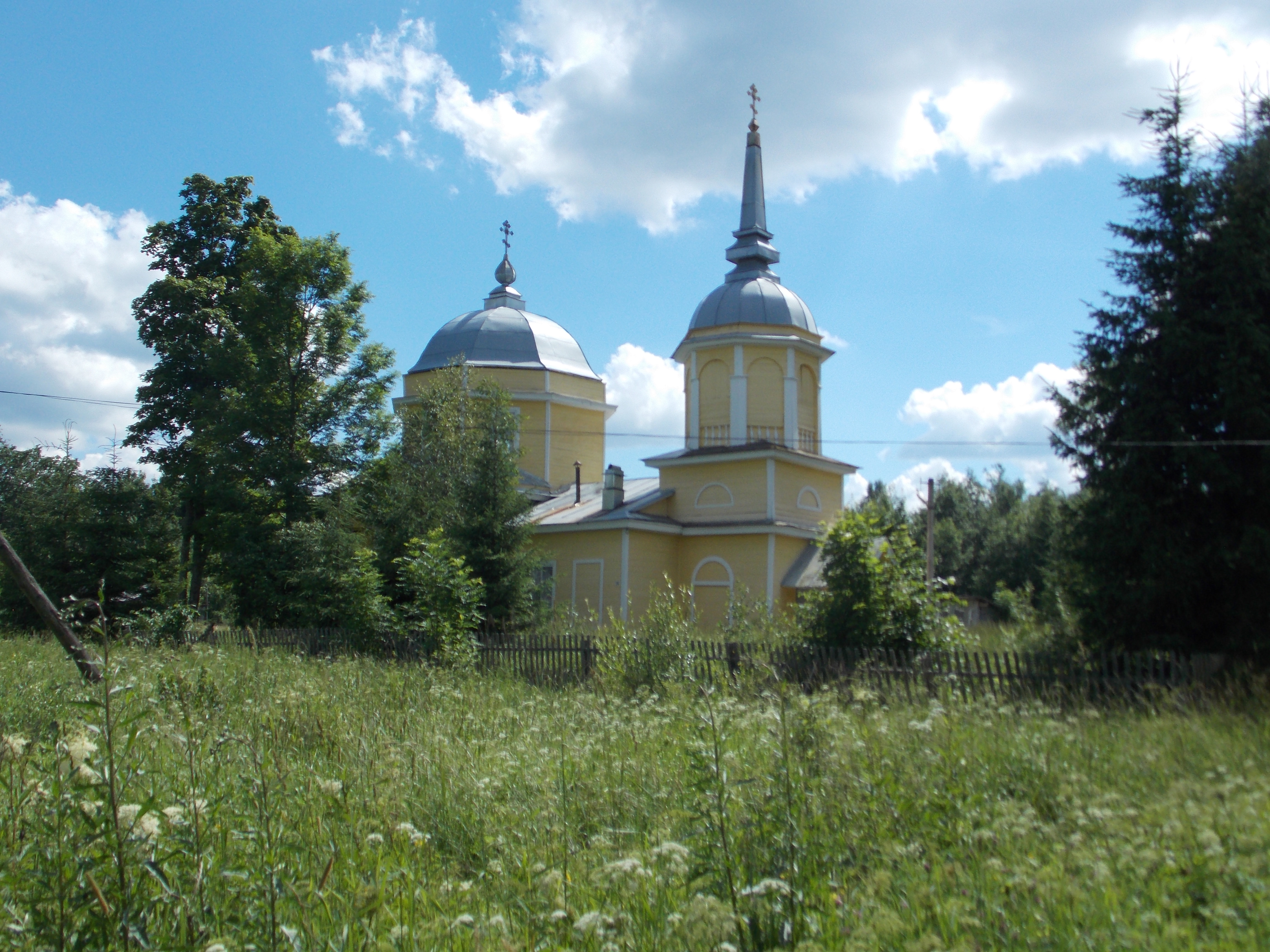
Церковь Николая Чудотворца в деревне Мроткино

Мро́ткино — деревня в Батецком районе Новгородской области. Входит в состав Батецкого сельского поселения.
Расположена в 3,3 км к западу от районного центра — посёлка Батецкий, на берегу небольшой речки Удрайки. Ближайшие населённые пункты: деревни Жабино, Велеши, Уношковичи, посёлок Батецкий.
В Мроткино есть действующая церковь Николая Чудотворца с колокольней, освящённая в 1753 году.
В Мроткино похоронен Николай Ерофеевич Муравьёв — генерал-инженер, сенатор.